# قطعنامه ۱۱۰۶ شورای امنیت
قطعنامه ۱۱۰۶ شورای امنیت سازمان ملل متحد که در تاریخ ۱۶ آوریل ۱۹۹۷ تصویب شد، سندی بین‌المللی دربارهٔ بررسی وضعیت در آنگولا است. این قطعنامه طی نشست ۳۷۶۹ام با ۱۵ رای موافق، ۰ مخالف و ۰ ممتنع تصویب شد.